# Nguyễn Văn Tâm
Nguyễn Văn Tâm, né à Thái Bình le 16 octobre 1895 et mort à Paris 17e le 27 novembre 1990, est un homme politique vietnamien, cadre de l'administration coloniale à l'époque de l'Indochine française et chef du gouvernement de l'État du Viêt Nam de 1952 à 1954. Il était également surnommé « le tigre de Cai Lay » ou « le doc phu Tâm » (doc phu étant un titre de la hiérarchie mandarinale).

## Biographie
Né en 1895 dans la province de Tây Ninh, Nguyễn Văn Tâm étudie au Lycée Chasseloup-Laubat de Saïgon, puis à l'École de droit de Hanoï. D'abord instituteur, il intègre ensuite l'administration coloniale de la Cochinchine. Il se montre un chaud partisan des Français, et obtient même la nationalité française en 1927.
En 1940, il participe à l'écrasement de l'insurrection du Parti communiste indochinois dans la région de Mỹ Tho. Son zèle répressif lui vaut à l'époque son surnom de « tigre de Cai Lay ».
En mars 1945, après le coup de force des Japonais, il est arrêté et torturé par les nouveaux occupants. Quelques mois plus tard, lors de la révolution d'août, il est à nouveau arrêté par les communistes du Việt Minh, qui tuent deux de ses fils.
En 1946, il intègre le gouvernement provisoire de la Cochinchine en tant que sous-secrétaire d'État à l'intérieur sous la présidence de Nguyễn Văn Thinh, puis en tant que ministre de la défense sous celle de Lê Văn Hoạch.
Partisan de l'autonomie de la Cochinchine, il met ses sentiments au second plan pour se mettre au service du gouvernement de l'État du Viêt Nam, unifié en 1949 sous l'égide de l'ex-empereur Bảo Đại. Nommé chef de la Sûreté générale indochinoise puis ministre de l'intérieur, il se signale par la brutalité de ses méthodes répressives. En 1950, il brise les réseaux communistes à Saïgon. En mai 1951, le général Jean de Lattre de Tassigny le fait nommer officier de la Légion d'honneur en reconnaissance de ses activités contre-terroristes.
Considéré comme un homme à poigne, il est nommé gouverneur du Nord Viêt Nam en novembre 1951. En juin 1952, il est nommé chef du gouvernement . Son fils Nguyễn Văn Hinh est quant à lui nommé chef d'état-major de l'Armée nationale vietnamienne.
Nguyễn Văn Tâm tente de donner une légitimité démocratique à l'État du Viêt Nam en organisant des élections municipales en janvier 1953. Mais ce scrutin n'a qu'un impact limité. En outre, si son cabinet ambitionne d'être un gouvernement d'union nationale en réunissant toutes les forces anticommunistes (Đại Việt, VNQDD...) il n'est soutenu franchement par aucune d'entre elles. Les partis nationalistes vietnamiens jouent chacun leur propre jeu, et considèrent Nguyễn Văn Tâm comme l'homme des Français. Le chef du gouvernement vietnamien échoue en outre à contrecarrer l'influence politique et économique des sectes (Hòa Hảo, caodaïstes et Bình Xuyên),. Nguyễn Văn Tâm fait traquer les communistes réels ou supposés avec une grande brutalité, au point que le consul des États-Unis considère à l'époque que la politique menée par le gouvernement vietnamien constitue une propagande indirecte pour le Việt Minh.
Fin 1953, les partisans de l'indépendance font de plus en plus entendre leurs voix dans la classe politique de l'État du Viêt Nam. Bảo Đại décide de sacrifier Nguyễn Văn Tâm, le « citoyen français » qui a cristallisé les mécontentements sur sa personne. Tâm doit remettre sa démission en décembre ; il est remplacé en janvier par le prince Bửu Lộc, cousin du chef de l'État. Il se retire par la suite en France, où il meurt en 1990.